# Maximilian Bartosz

Maximilian Bartosz, 1954

Maximilian Renuald Bartosz (* 24. September 1913 in Berlin; † 15. Juni 2000 in Konstanz) war ein deutscher Maler, der seine Ausbildung in Berlin erfuhr und nach 1945 bis zu seinem Tode in Konstanz tätig gewesen ist, wo er auch begraben wurde.

## Leben
Maximilian Bartosz wurde als drittes von vier Kindern der Eheleute Marcel Bartosz und Barbara geb. Sluga in Berlin-Charlottenburg geboren und ist in der Wilmersdorfer Str. 20 aufgewachsen.

## Ausbildung
Nach Besuch der Volksschule meldete er sich eigenmächtig am Gymnasium am Lietzensee an, einem in freier Trägerschaft des Jesuitenordens geführten Kolleg. Er ging mit der mittleren Reife ab, da er Kunstmaler mit dem Ziel der Farbglasfenstergestaltung werden wollte. Die anschließende Berufsausbildung zum Glasmaler bei der renommierten Firma Carl Busch musste Ende 1931 wegen Insolvenz des Betriebes abgebrochen werden. In der Folge schrieb er sich für fünf Semester an der Städtischen Kunstgewerbe- und Handwerkerschule Berlin ein und von 1934 bis 1941 an der unter wechselnder Bezeichnung geführten Berliner Staatlichen Hochschule für bildende Künste. Als einflussreichste Lehrer werden Heinrich Kamps, Max Kaus und Paul Plontke genannt, dessen Meisterschüler er wurde.
1927 trat Bartosz dem Bund Neudeutschland (ND) bei, einer katholischen Jugendbewegung, die 1919 in Konsequenz aus den Erfahrungen des Ersten Weltkriegs von Jesuiten gegründet worden ist.

## Erste Aufträge

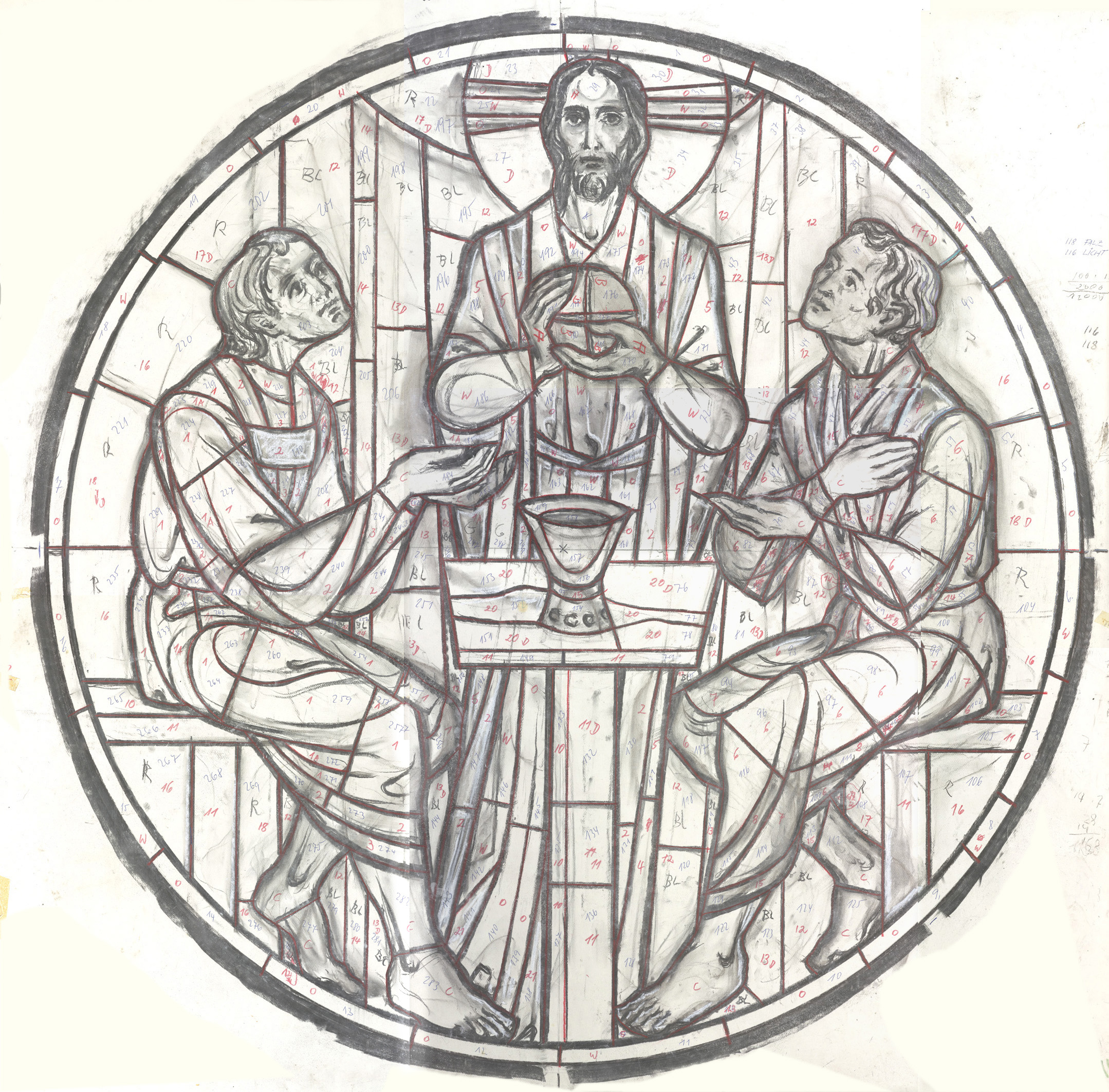
Das Emmausmahl (Entwurf für das Frauenkonvent in Nagasaki, Japan), 1:1-Karton mit Farbnotationen für die Glasauswahl

Bereits als Student schuf Bartosz im Auftrag der Firma Kottrup, Berlin, für kath. St. Josephkirche in Kiel-Gaarden 1934 Wandgemälde mit Thronendem Christuskönig, seitlich begleitet von je sechs Aposteln (1945 zerstört); 1936 entwarf er das Hauszeichen „Naumburg“ für das Olympische Dorf, 1937 Farbfenster mit Aposteldarstellungen für die Kapelle im Christian-Schreiber-Haus, Altbuchhorst. 1938 vermittelte ihm sein ehemaliger Religionslehrer P. Gocke den Auftrag für das Sgraffito „Schutzmantelmaria mit Schulbuben“ an Fassade der St. Peter und Pauls-Kirche in Breslau (den Krieg überdauernd, zwischen 2000 und 2005 durch Putzabnahme entfernt), dann Farbglasfenster und Wandmalerei für Internat Kurfürst Franz Ludwig (heutiger Status nicht bekannt); 1939 Entwurf zur Ausstattung einer Kapelle eines Kinderheims in Solothurn; 1939/40 Wandbildentwurf für ein Berliner Jugendheim unter P. Bruno Schmidt.

## Militärdienst
Bartosz wurde im November 1939 zum Wehrdienst einberufen. Er erlitt im Februar 1945 eine schwere Verwundung bei Gärtringen mit anschließenden Lazarettaufenthalten im Württembergischen und im Vorarlberg. In Feldkirch geriet er in französische Kriegsgefangenschaft. Dort lernte er zahlreiche Konstanzer Persönlichkeiten kennen, denen sein künstlerisches Talent nicht verborgen blieb, da er dort als Freigänger bei Malermeister Heinrich Reisecker für die französische Besatzungsbehörde als Anstreicher tätig war. Nach der Entlassung aller deutschen Kriegsgefangenen und deren kurz danach erfolgten Ausweisung aus Österreich kam er bei Dekorationsmalermeister Eduard Emele in Konstanz unter.

## In Konstanz
Im September 1943 heiratete er Angela Senik, die ihm nach ihrer Vertreibung aus Mähren, wo sie kriegsbedingt zuletzt untergekommen war, 1946 nach Konstanz folgte. Vom Berliner Hausstand blieb nach der Bombardierung des Hauses der Schwiegermutter nur weniges, bei Bekannten Ausgelagertes, übrig. Persönliche Unterlagen, darunter auch zahlreiche Entwürfe, hatte er bereits zuvor auf Fronturlauben mitgenommen.

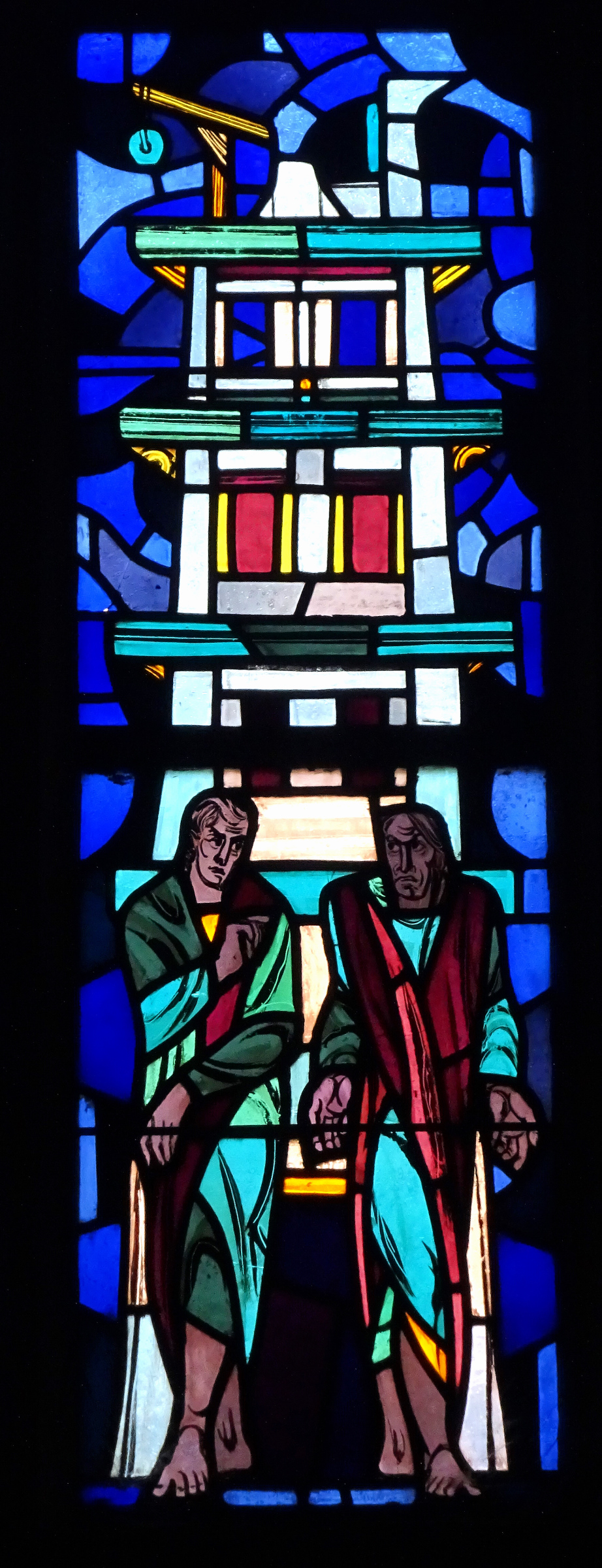
Chorfenster Turmbau zu Babel in Sankt Kolumban, Unterboihingen

Nach seiner Niederlassung in Konstanz trat Bartosz umgehend der Konstanzer Gruppe des unter Josef Hengartner (seit 1947 Professor am Staatstechnikum, der späteren Fachhochschule Konstanz) als erstem Gruppenführer neuformierten Neudeutschen Älterenbundes bei, der zahlreiche Konstanzer Persönlichkeiten angehörten und die ihn auf seinem privaten und beruflichen Lebensweg begleiteten wie die Maler Sepp Biehler und Helmut und Karl-Albert Stadelhofer, der junge Regierungsbaurat und spätere Leiter des Staatlichen Hochbauamtes Konstanz Franz Hitzel, der Stadtchemiker Josef Mauz, der Bäcker und später langjährige Kreis- und Stadtrat Klaus Keller-Uhl. Weitere Mitglieder waren Adolf Ohmer (Rektor der Knabenvolksschule St. Stephan, später Schulamtsdirektor), Ernst Aicher (später Leiter des Arbeitsamtes) und der Bildhauer Walter Diesch.
Früh schon schloss sich Bartosz der 1950 gegründeten Vereinigung christlicher Künstler in der Erzdiözese Freiburg an und rückte später bis in den Vorstand auf. In der von der Leitung dieser Gemeinschaft herausgegebenen Zeitschrift „aus unserem Schaffen“ fanden diese meist jungen Künstler eine langjährige Plattform zur Publikation ihrer Werke.
Neben der Wiederherstellung zerstörter Kirchen boten zahlreiche Neubauten von Kirchen auch Bartosz die Möglichkeit, sich wirtschaftlich und künstlerisch zu konsolidieren. Oftmals wurden in den neu geschaffenen Wohngebieten den Flüchtlingen aus den Ostgebieten des Deutschen Reiches konfessionell entsprechende Kirchen abseits von den städtischen Zentren errichtet. So konnte er mit seiner 1946 aus Berlin nach Konstanz nachgekommenen Frau eine Familie gründen, der vier Söhne entsprossen. 1958 erwarb das Ehepaar einen Anteil an einer Neubausiedlung in Konstanz-Petershausen. Hier entstanden die Entwürfe und Kartons zu Glasmalerei und Betondickglas für Kirchen der Erzdiözese Freiburg (23), Rottenburg-Stuttgart (13) und Köln (3) bzw. für konfessionell katholisch betriebene Einrichtungen (Altersheime, Priesterwohnheime). Hinzu kamen einige säkulare Aufträge für Amtsgebäude (Städte- und Ortswappen) und Aussegnungshallen, diese in freier Formgebung.

Entgegen den Tendenzen in der Nachkriegskunst, sich durch Gegenstandslosigkeit einer Anschauung in der Bildwelt ganz zu entziehen oder zumindest durch Verfremdung der Körperlichkeit eine Distanz zur Wirklichkeit aufzubauen, blieb Bartosz in gewissem Sinne der Neuen Sachlichkeit treu und gestaltete sein Figurenbild in lebensnahem Realismus. Das Künstlerische gewann er aus seiner Interpretation der christlichen Gehalte, die ihn mitunter auch zu eigenen Bilderfindungen führte. Diesbezüglich fand er in dem Theologen und Religionslehrer am Konstanzer Suso-Gymnasium Dr. Josef Hall, dessen Vorträge im Bürgersaal Konstanz er regelmäßig besuchte, Anregung und Unterweisung.

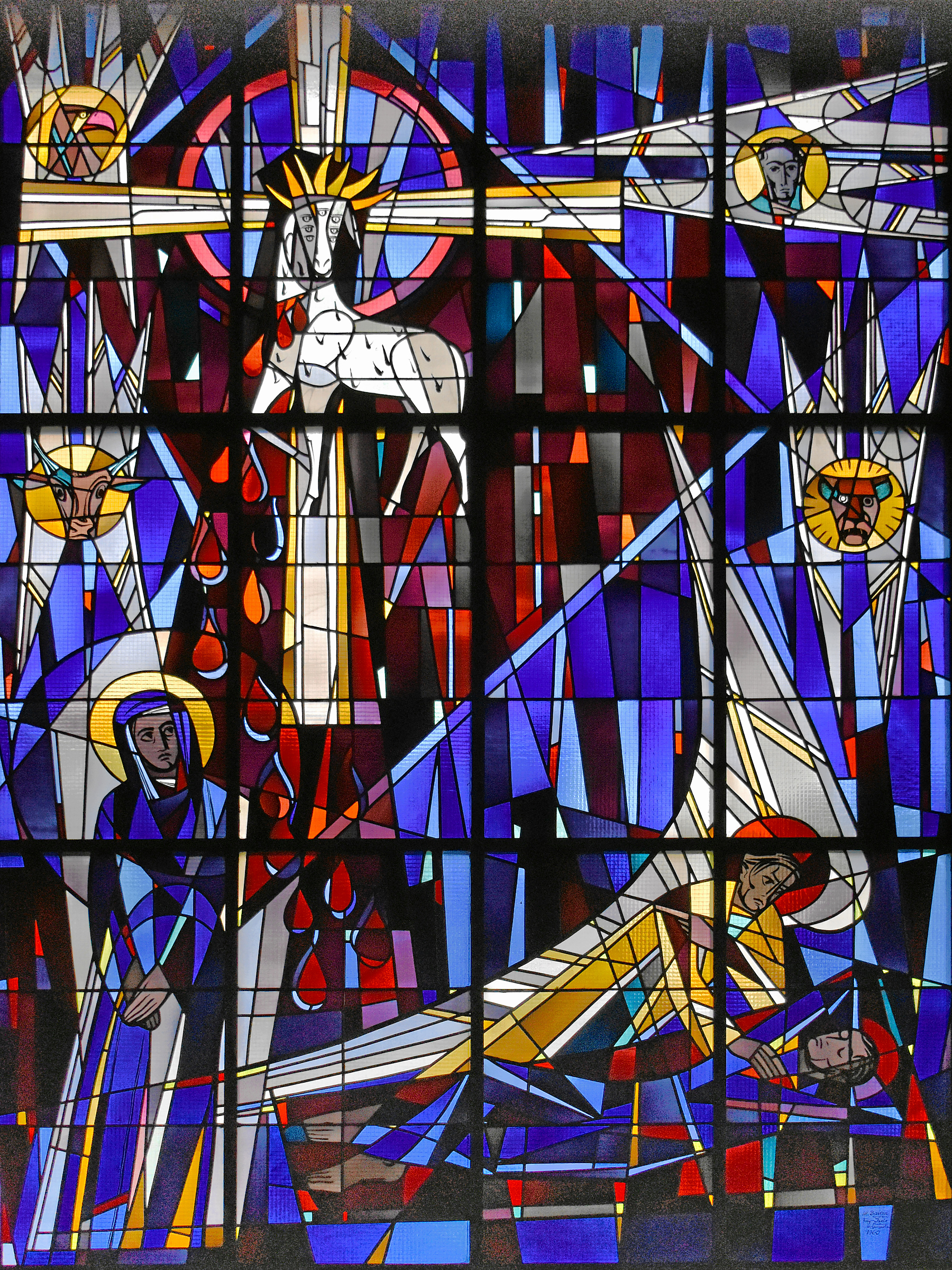
Maximilian Bartosz - Traum Josefs in St Josef in Sindelfingen, 1960

Ab 1952 tritt er mit der Chorverglasung in St. Johann Baptist in Backnang mit einem nun unverkennbaren Figurenbild auf, welches in seiner Geschlossenheit in Zukunft keine Veränderungen erfahren wird. Dazu zählt die konsequente Darstellung von Joseph, dem Nährvater Jesu, als jungem Mann und auch der Verzicht auf gewöhnlich nazarenisch gestaltete Apostel und Jünger mit Bärten und langen Haaren. Sie sehen bei Bartosz meist aus wie Studenten der fünfziger Jahre, ein Vergleich zum kurzhaarigen, mit Ponyfrisur ausgestatteten Bertolt Brecht und dessen Anhängern käme nicht von ungefähr. Modernen Tendenzen verschloss er sich. „Die kirchliche Kunst wird nicht überzeugender durch 'Moderniät' , sondern durch erlebte Wahrheiten, die dadurch wahre Gestaltung erhalten. Die Frage nach figürlicher, symbolhafter oder abstrakter Gestaltung ist dabei sekundär.“
Lediglich in technischer Hinsicht gab es in der Reduzierung der Halbtonlagen und Binnenzeichnung später eine vom Künstler rationell gewollte Vereinfachung. Diese Unterschiedlichkeit ist an den Antikglasfenstern in Sancta Maria Königin in Lahr augenfällig. Dennoch bleiben alle Figuren von umfassender Anschauung und Frauengestalten wie Maria von großem Liebreiz. Auch in der Erfassung und Darstellung von Tieren hebt sich Bartosz hervor, wie Vergleiche an den Hauszeichen des Konstanzer Marktstätte zeigen. Landschaftsmalerei interessierte ihn nicht, er bezeichnete seinen Beruf mit „Maler für die Kirche“.

## Beteiligte Werkstätten
In der Glasmalerei nach 1945 führten die Glasmalereifirmen nicht mehr selbstständig die vom Künstler mittels Entwurf und Karton vorbereiteten Arbeiten aus. Bartosz wie auch viele andere verbrachten mitunter ein, zwei Wochen bei der zuständigen Firma, um eigenhändig Zwischentöne und vor allem die anatomischen Angaben bei den Köpfen mit Schwarzlot zu malen, wodurch der persönliche Stil gewahrt geblieben ist. Insofern sollte man nicht sprechen: „Ausführung von ...“ sondern „ausgeführt bei ...“.
- Hubert Deininger, Ulm
- Albert Heberle, Überlingen
- Wilhelm Derix, Rottweil (eigentlich Ludwig Derix, da sein Bruder Wilhelm kurz nach Firmengründung verstorben war)
- Franz Frey & Karl Isele, Freiburg St. Georgen (zum Schluss Siegfried Hauser)
- Nikolaus Dierig, Überlingen

## Werk

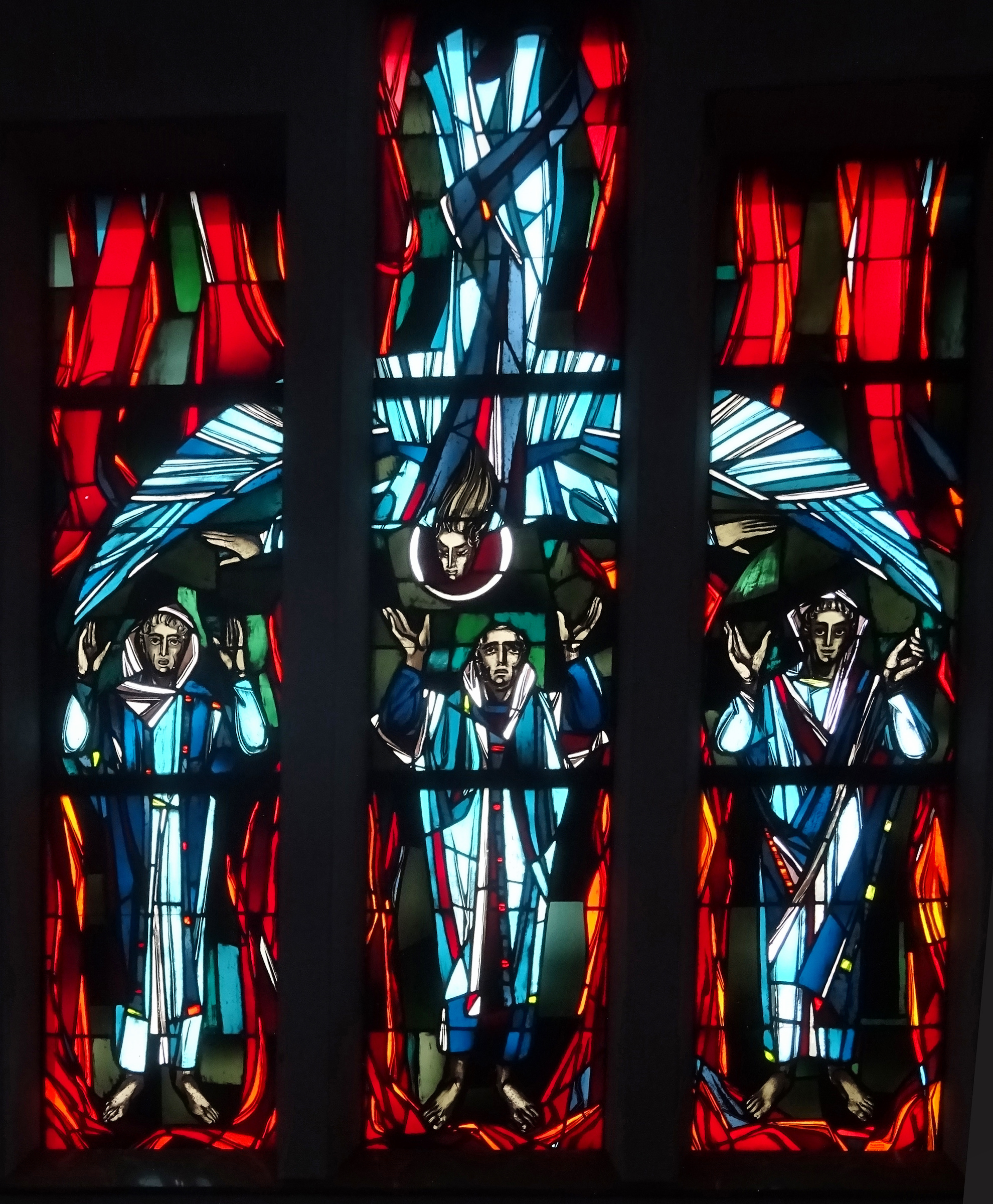
Die drei Jünglinge im Feuerofen in Sankt Elisabeth, Ehningen

### Ausgewählte, noch erhaltene Antikverglasungen mit figürlichen Darstellungen
- 1951 Backnang, St. Johannes Baptist, Drei Chorfenster
- 1953 Unterboihingen (Wendlingen), St. Kolumban, Drei Chorfenster
- 1954 Böhringen, St. Nikolaus, Acht Schifffenster[4]
- 1957 Neuenbürg, Heilig-Kreuz-Kirche, Vier Schifffenster
- 1957 Ehningen, St. Elisabeth, Die drei Jünglinge im Feuerofen auf der Orgelempore
- 1959 Allmendingen, Mariä Himmelfahrt, Drei Chorfenster
- 1960 Sindelfingen, St. Joseph, Josephs Traum
- 1963 Konstanz, Bruder-Klaus-Kirche, Werktagskapelle, Fensterband mit den Visionen des Nikolaus von Flühe
- 1963 Pfohren bei Donaueschingen, St. Johann Baptist, Chorlichtband, Langhaus und Vorhalle
- 1977 Unterkirnach, Sankt Jakobus, Drei Chorfenster[5]
- 1989 Konstanz, St. Gebhard, Rundfenster mit dem Besuch der drei himmlischen Boten (Dreifaltigkeitsgleichnis) bei Abraham

### Beton- oder Dickglasfenster

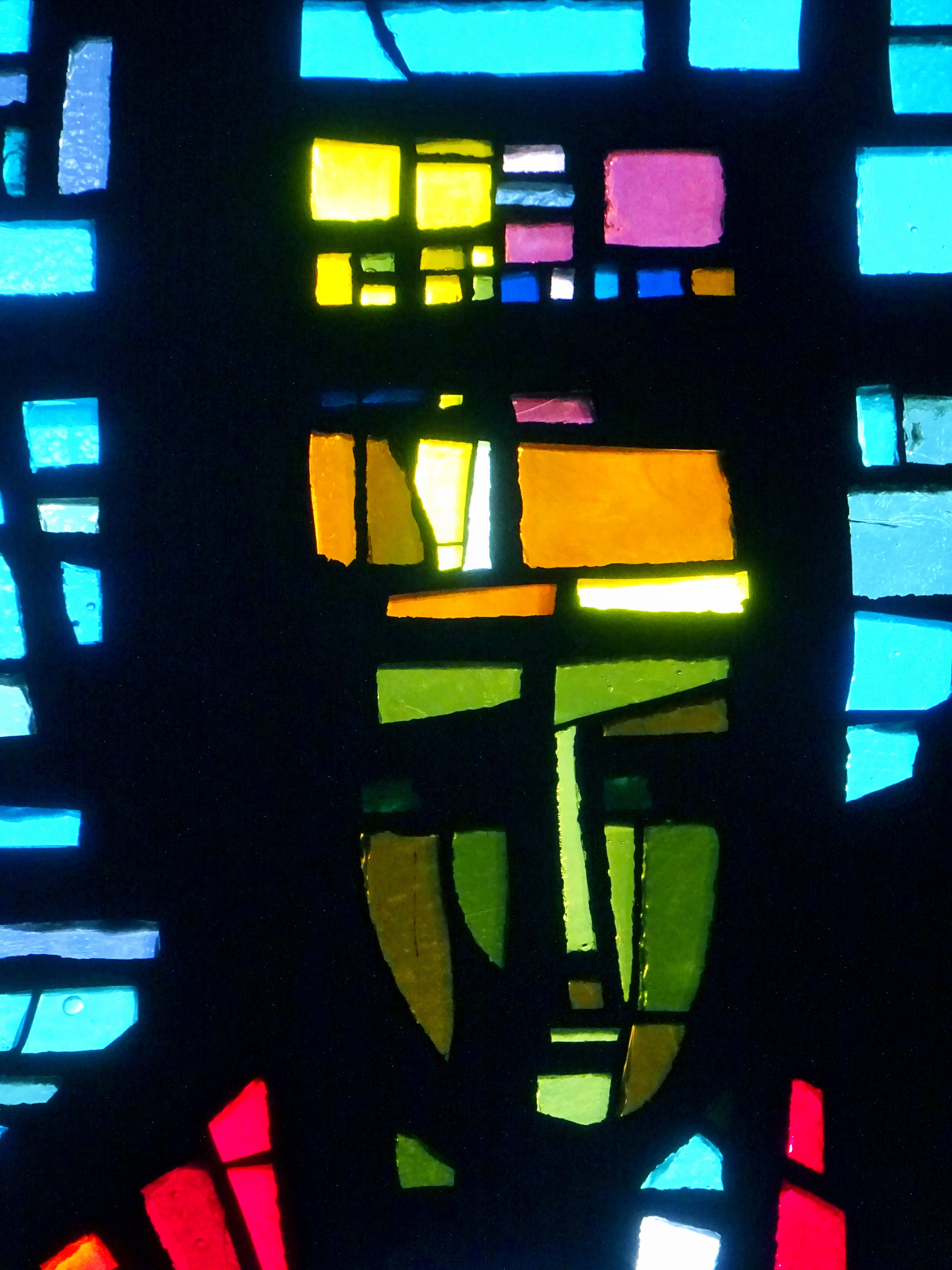
König David (Detail, Kopf) in Christkönig, Backnang

In den 1950er Jahren kam aus Frankreich eine neue technische Form für Farbfenster auf und fand rasante Verbreitung in Deutschland. Insbesondere den Architekten der neuen, optimistisch überdimensionierten Kirchenbauten aus Sichtbeton erschien diese Technik als angemessen, ließen sich doch zugleich ganze Wandflächen damit gestalten. Auch für Aussegnungshallen auf Friedhöfen findet sie daher gerne Verwendung. Zumeist erfolgte dies in freier oder symbolhafter Formgebung, denn naturgemäß ließen sich die mit dem Hammer zugeschlagenen Dickglasstücke nicht bemalen. Somit mussten die Gesichter aus zahlreichen kleinen Glasstücken sozusagen komponiert werden, wobei Bartosz mit Backnang und Worblingen zu ein- und ausdrucksvollen Lösungen gelangte. Folgend ausgewählte Dickglaswerke mit figürlicher Gestaltung:
- 1965 Backnang, Christkönigkirche, Orgelempore, König David mit der Harfe
- 1966 Engelskirchen-Hardt (Bistum Köln), Zur Heiligen Familie, Zwei Chorwände: Gleichnis vom brennenden Dornbusch und vom Senfkorn mit Vogeldarstellungen im Strauchwerk[6]
- 1967 Villingen, St. Konrad, Kreuzwegstationen in engen Fensternischen
- 1969 Worblingen, St. Nikolaus und Sebastian, Kreuzwegstationen

Die meisten Ausführungen von Bartosz-Aufträgen in Dickglas erfolgten bei Hans Günter Schmidt, Baiersbronn / ab 1971 Bühl-Neusatz. Einfachere wurden bei Derix in Rottweil erledigt.

### Arbeiten in Japan
Die Farbverglasungen für elf christliche Einrichtungen in Japan sind das Alleinstellungsmerkmal eines deutschen Künstlers. Bartosz' Mitgliedschaft im Bund Neudeutschland, seine Beziehungen zur Societas Jesu, aber auch schlicht nachbarschaftliche Verbindungen mit Personen aus diesen Kreisen boten die Grundlagen, die zwischen 1962 und 1997 zu Aufträgen für Missionarspriester führten. Die Finanzierung wurde hauptsächlich durch deren heimatliche Entsenderinstitutionen und durch private Spenden gesichert.
Aus Kostengründen wurden sämtliche Aufträge als Bleiverglasung konzipiert und ausgeführt, denn allein der Transport von deutlich schwergewichtigeren Dickglasfeldern wäre zu teuer gewesen und hätten manches Vorhaben scheitern lassen. Die Ausstattungen waren auch zahlenmäßig durchaus beachtenswert. So erhielt die Seminarkirche der Patres Saint Sulpice in Fukuoka 45 Einzelfenster von beträchtlicher Größe.
Stilistisch und hinsichtlich der Physiognomien machte Bartosz keine Zugeständnisse an das fremde Land. Bis auf Tabira (Chorfenster), wo mit den 26 Märtyrern von Nagasaki ein rein japanisches Thema dargestellt worden ist, hätten die Fenster auch in Europa ihren Platz gefunden.
Bartosz selbst besuchte viermal Japan, wobei dann durch den Kontakt mit den geistlichen Auftraggebern auch neue Aufträge generiert wurden (1971, 1977, 1986, 1987). Zu nennen sind die Patres Gereon Goldmann und Lukas, Father Yelle und Pater Hans Hanus. Goldmann und Hanus waren mehrmals bei Bartosz am Bodensee zu Besuch.

Erhaltene Entwurfszeichnungen für Fukuoka in Japan
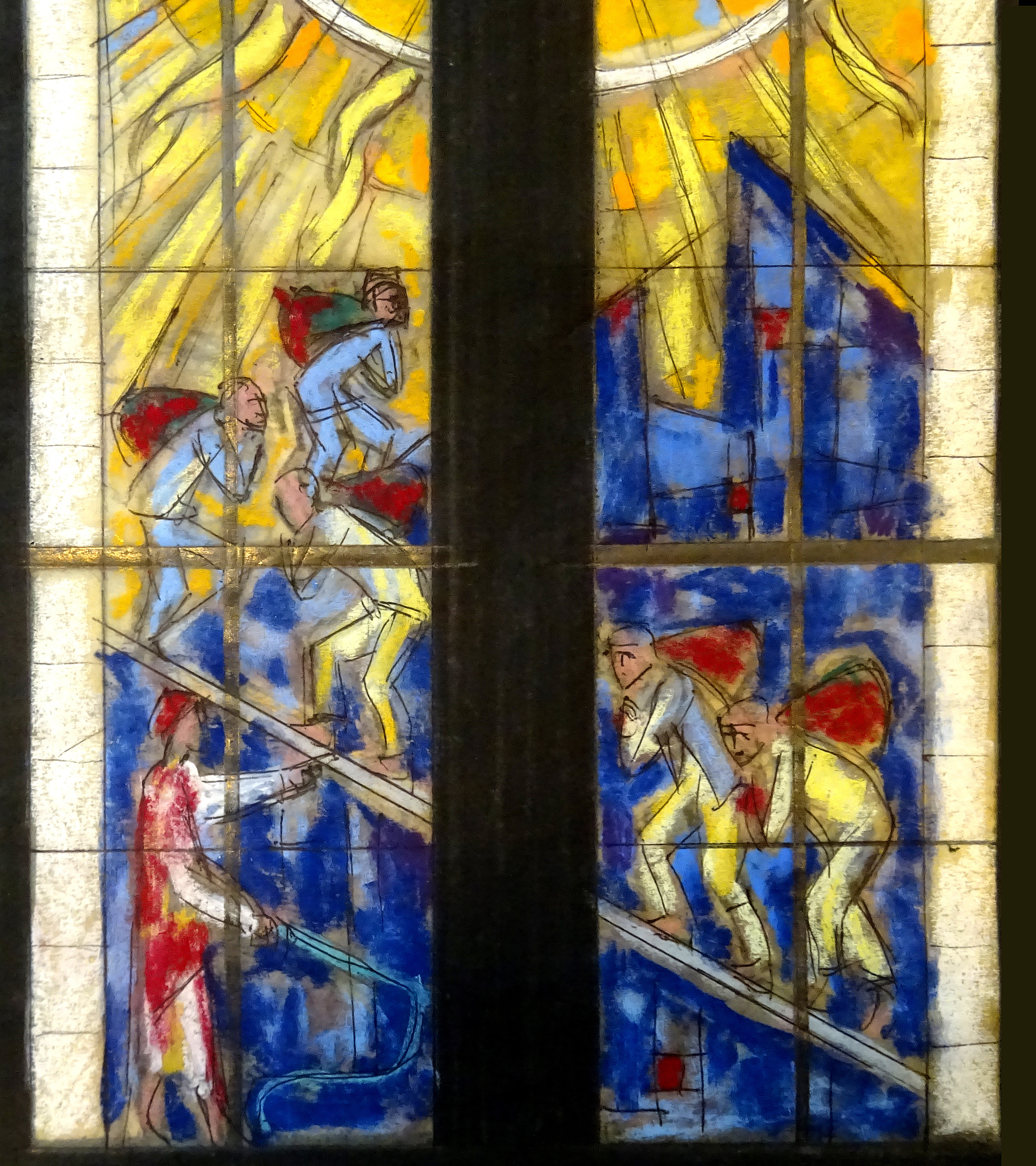
Fronarbeit in Ägypten
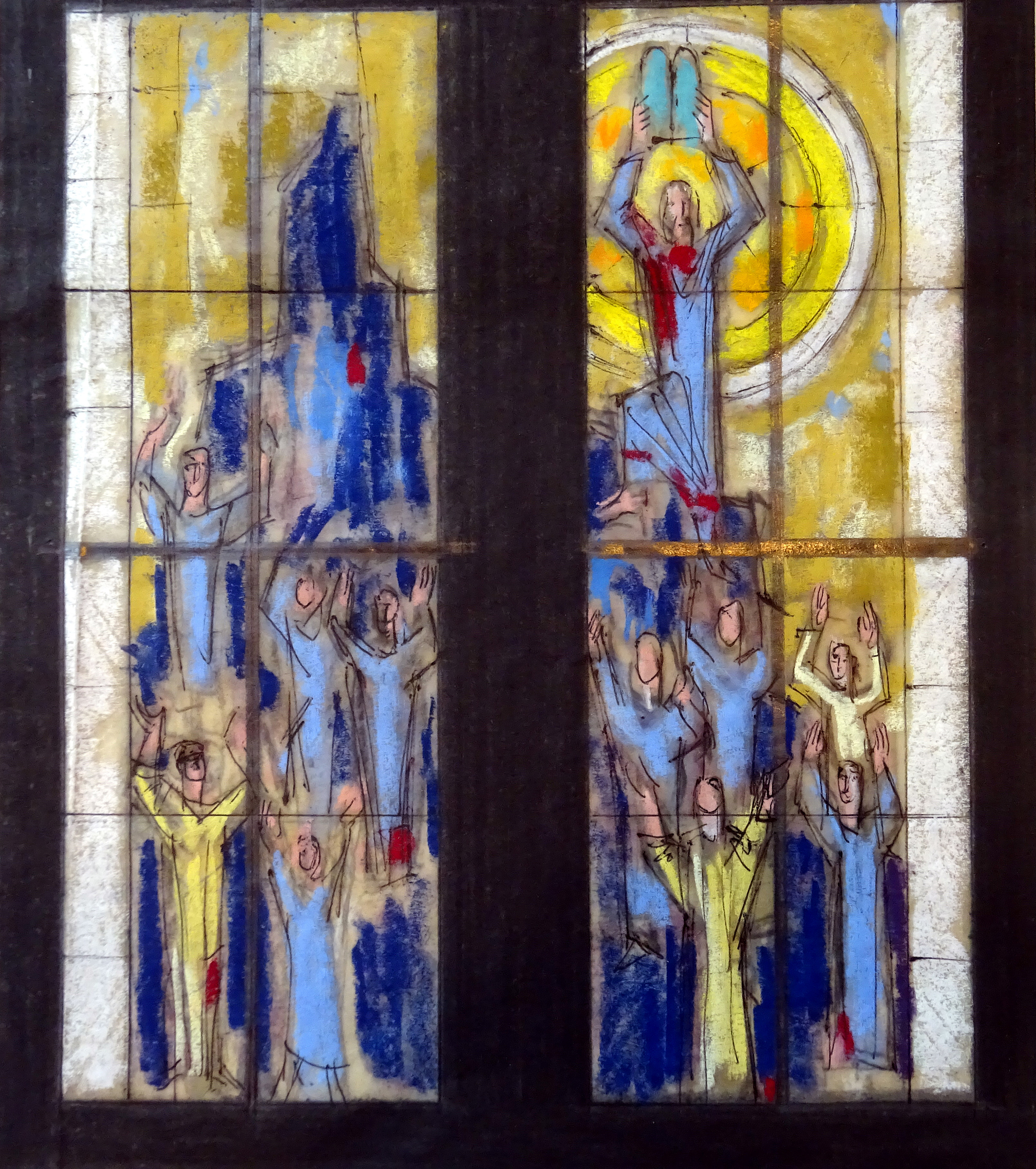
Moses mit den Gesetzestafeln
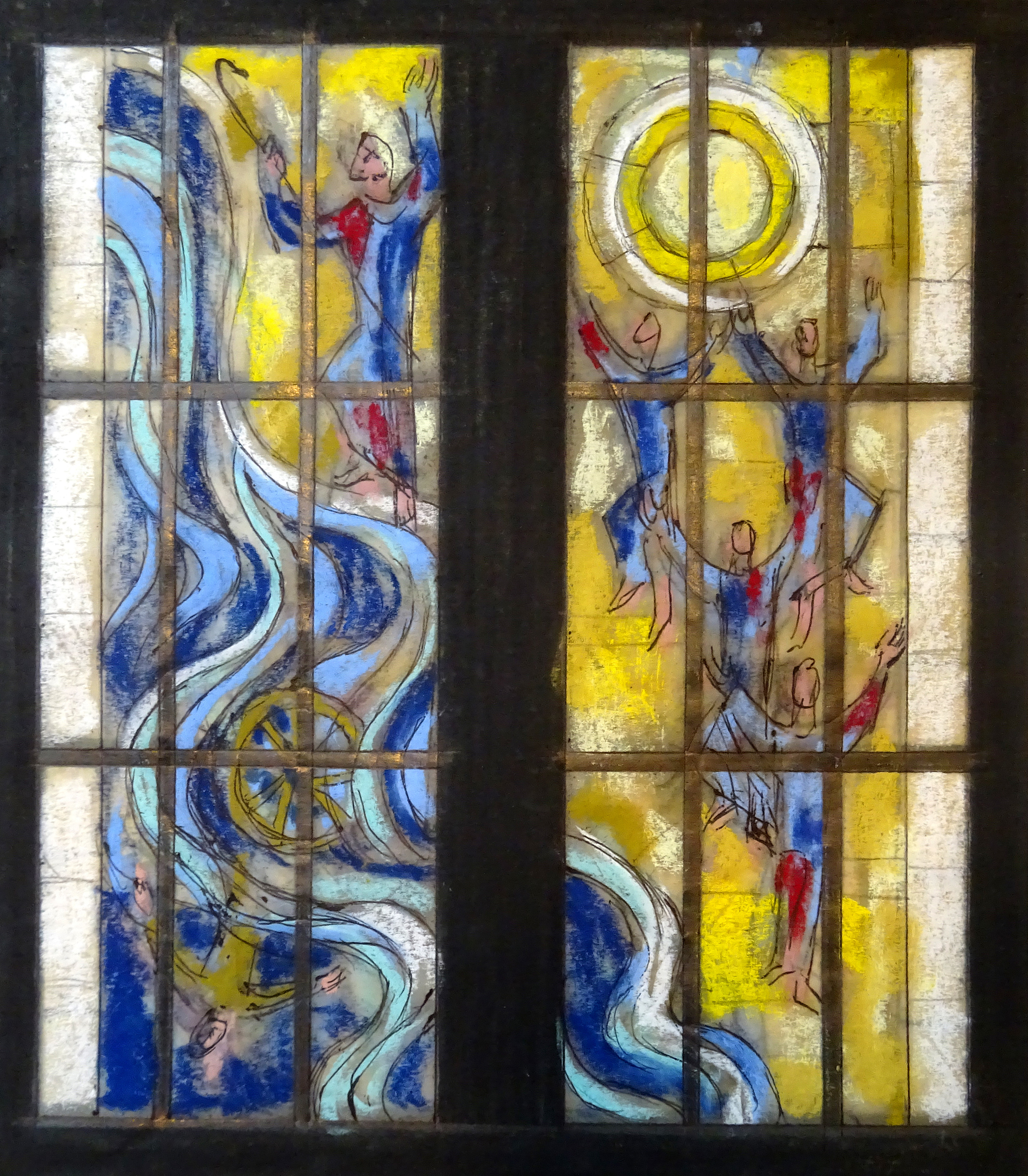
Moses teilt das Rote Meer

### Vollständiges Werkverzeichnis seiner Werke in Japan
- 1962, 1970, 1973 Tokio, Itabashi-Ku, St. Elisabeth von Ungarn
- 1975 und 1978 Sapporo, Kitajuichijo-higashi, Franziskanerkirche
- 1974 und 1977 Asahigawa auf Hokkaido, Konvent der Franziskaner
- 1976/78 Fukuoka auf Kiyushu, St. Bonaventura (takamiya)
- 1978 und 1980 Fukuoka auf Kiyushu, Seminarkirche der Patres Saint Sulpice (Sitz in Montreal, Kanada)
- 1987 Tokyo, Higashi Kurume Shi, Kath. Musikinstitut des P. Goldmann, Sei Gregorio No le
- 1987/88 Ikitsuki bei Tabira (auf einer Insel, Kiyushu vorgelagert), Pfarrkirche Mater Dolorosa - Sieben Schmerzen Mariä[7][8]
- 1988/89 Tabira auf Kyushu bei Nagasaki, Pfarrkirche zu den 26 gekreuzigten Märtyrern von Nagasaki
- 1990 Fukuoka auf Kiyushu, Priesterseminar, Kapelle St. Bonaventura
- 1991 Nagasaki, Frauenkonvent (Kleinseminar)
- 1997 Shimabara, Shikoku (auf Shimonoseki), Gedächtniskapelle für die Toten. Letzte ausgeführte Arbeit von Maximilian Bartosz

### Durch Umbau oder Gebäudeabriss ausgebaute und gelagerte oder gänzlich verlorengegangene Arbeiten
- Schramberg, Gut Berneck, Krankenhauskapelle
- Rottenburg am Neckar, Kinderheim Gut Beta-Haus
- Ravensburg, Bruderhauskapelle
- Laufenburg, Heilig-Geist-Kirche
- Konstanz, Altenheim Talgartenstraße
- Maulburg, St. Paulus (nach Entweihung 2024 von Abriss bedroht)

### Nennenswerte Wettbewerbsbeteiligungen
- 1965 Reichenau-Mittelzell, Münster St. Maria und Markus
- 1970 Stuttgart-Vaihingen, US-Panzerkaserne, drei konfessionell ausgerichtete Kapellen (katholisch, evangelisch, mosaisch)
- 1970 Lörrach, St. Bonifatius
- 1974 Rottenburg am Neckar, St. Moriz

### Auftragsarbeiten in anderen Techniken

#### Mosaik
- 1985 Pfohren bei Donaueschingen, St. Johannes (Gustav van Treeck, München)

#### Wandmalerei
- 1953 Kapelle des Psychiatrischen Landeskrankenhauses, Reichenau (2004 bei Umgestaltung vernichtet)[9]

#### Malerei auf Leinwand und Hartfaser, Kreuzwegstationen
- 1949 St. Stephan, Konstanz  (noch vorhanden)
- 1960 St. Clemens, Berlin[10]
- 1961 Heilig-Kreuzkirche, Berlin-Wilmersdorf: Öl auf Hartfaserplatte
- nach 1966 St. Elisabeth, Ehningen bei Böblingen (noch vorhanden)
- 1972 Bühl-Balzhofen, St. Annakapelle. Ökumenischer Kreuzweg mit lediglich acht Kreuzwegstationen.[11] 1999 durch einen von Waldemar Klinkhof (Sinzheim-Kartung) geschnitzten katholischen Kreuzweg ersetzt.[12]

#### Sgraffiti
vornehmlich in Konstanz an Wohnhäusern von Wohnbaugesellschaften (Markgrafenstraße und Gartenstraße) sowie am eigenen Wohnhaus und Privataufträge (Marktstätte 32 „Haus zum Roten Adler“ und in Petershausen und Allmannsdorf/Staad).

## Ausstellungen
- Kirchliches Kunstschaffen in der Diözese Rottenburg, Stuttgart 1959 (Betonfeld für St. Elisabeth Ehningen)[13]

## Nachlass
Neben einem immer noch bedeutenden Teil in Familienbesitz (u. a. 70 Rollen mit 1:1-Kartons) gelangten auf Betreiben der Familie 2017 über 50 Mappen, vorwiegend mit 1:10-Entwürfen an das Erzbischöfliche Ordinariat Freiburg, Hauptabteilung 9. Immobilien und Baumanagement. Referat Kirchliches Kunstgut und Erzbischöfliches Diözesanmuseum (Frei/DMus/06000/01-52) sowie 2004 und 2018 der überwiegend wirtschaftliche Nachlass an das Stadtarchiv Konstanz (Bestandssignatur: Stadtarchiv Konstanz X XXVI Maximilian Bartosz).